# Microtus canicaudus
Microtus canicaudus is een zoogdier uit de familie van de Cricetidae. De wetenschappelijke naam van de soort werd voor het eerst geldig gepubliceerd door Miller in 1897.

## Voorkomen
De soort komt voor in de Verenigde Staten.